# Горно-лесной массив в селе Тополевка и селе Курское
Горно-лесной массив в селе Тополевка и селе Курское (укр. Гірсько-лісовий масив у селі Тополівка та селі Курське, крымскотат. Toplu ve Qışlav köylerinde orman-dağ massivi, Топлу ве Къышлав койлеринде орман-дагъ массиви) — заповедное урочище, расположенное в Крымском предгорье, на территории Белогорского района (Крым). Создан 20 мая 1980 года. Площадь — 200 га. Землепользователь — Министерство экологии и природных ресурсов Республики Крым и государственное автономное учреждение Республики Крым «Старокрымское лесоохотничье хозяйство».

## История
Заповедное урочище местного значения создано Решением исполнительного комитета Крымского областного Совета народных депутатов от 20.05.1980 №353.
Является геологическим заповедным урочищем регионального значения, согласно Распоряжению Совета министров Республики Крым от 05.02.2015 №69-р «Об утверждении Перечня особо охраняемых природных территорий регионального значения Республики Крым».
Режим хозяйственного использования и зонирование территории заповедного урочища определяется Приказом министерства экологии и природных ресурсов Республики Крым от 15.09.2016 №2016.

## Описание
Заказник создан с целью сохранения и возобновления обособленного целостного ландшафта. На территории заказника запрещается или ограничивается любая деятельность, если она противоречит целям его создания или причиняет вред природным комплексам и их компонентам. Цели природоохранного объекта: сохранение, восстановление и воспроизводство редких и находящихся под угрозой исчезновения объектов растительного и животного мира и среды их обитания; развитие познавательного туризма; экологическое просвещение; осуществление экологического мониторинга; организация и проведение научных исследований.
Заповедное урочище расположено в восточной части Крымского лесостепного куэстового предгорья на территории Курского сельского поселения: занимает северо-восточный участок водораздельного хребта Бурундук-Кая, что севернее села Тополевка и автодороги Таврида (участок Белогорск—Старый Крым). Хребет Бурундук-Кая — между реками Малая Карасёвка и Индол, который тянется с северо-запада на юг и юго-восток. В урочище данная часть хребта с вершинами Кубалач (738,1 м), Куляба (521,5 м), Кызыл-Таш (431,0 м), Усик-Кош (482,4 м).
Ближайший населённый пункт — село Тополевка, город — Белогорск.

## Природа
Природа представлена лесом с доминированием дуба пушистого (Quercus pubescens), дуба скального (Quércus pétraea), бука, ясеня и граба.